# Exner Győző
Exner Győző, később Regőczi (Beregszász, 1864. december 22. – Budapest, 1945. október 16.) költő, pedagógus, sakkmester. Irodalmi publikációit Regőczi (Exner) Győző és Regőczi-Exner Győző néven is jegyzik, egyes sakkirodalmi művekben Victor Exner néven említik.

## Életrajza
1864. december 22-én született Kárpátalján, polgári családban. Apja Exner Nándor pénzügyi közigazgatási bíró, anyja Regőczi Huszár Irma (Mária). Bátyja Exner Kornél jogász, az 1921-ben megalakult Magyar Sakkszövetség elnöke volt 1924-ig. Eredeti családneve Exner volt, melyet a névmagyarosítási kampány idején változtatott Regőczire.
Magyar-német szakos tanári diplomát szerzett. Budapestre költözött, majd a pozsonyi kereskedelmi akadémián a magyar és német nyelv és irodalom segédtanára. 1894-ben Székesfehérvárra nevezték ki a magyar és a német nyelv rendes tanárának, majd 1910-ben a Győri Főreál gimnáziumba helyezték át.
Felesége Kicska Ilona Terézia volt. Három gyermeke született, közülük Emil, a legidősebb, híres mérnök, geodéta, a műszaki tudományok doktora lett, 1953-ban Kossuth-díjat is kapott.
Regőczit Győrbe költözésük után nem sokkal, 1911-ben szélütés érte, munkaképtelen lett. Ettől kezdve – 1945. október 14-én orbánc miatt bekövetkezett haláláig – a család nehéz anyagi körülmények között élt.

## Sakkozói életpályája

### Sakkszervezőként
Testvérével Kornéllal együtt már fiatal korától nemcsak erős sakkjátékos volt, hanem sakkszervezőként is jelentős munkát végeztek.
1883 júliusában Budán, az akkor 19 éves Exner Győző és öccse, Kornél kezdeményezésére Exnerék családi házában megalakult az Erkel-sakktársaság, amely vendégei között tisztelhette a szabadságharc egykori tábornokát Klapka Györgyöt is. Az Erkel-sakktársaság 1889-ben beolvadt az akkor alakult Budai Sakkozó Társaságba, amelynek alapszabályát Exner Győző készítette. Az 1889. október 20-án megtartott közgyűlésen Exner Győzőt a Budai Sakkozó Társaság titkárává választották. Székesfehérvárra költözése után megszervezi az ottani sakkéletet, és a Székesfehérvári Sakkozó Társaság első elnökévé választották.
A Budai Sakkozó Társaság 1889-től adta ki hivatalos közlönyeként a Budapesti Sakkszemle című folyóiratot, amelynek szerkesztőségi tagja volt Exner Győző és Exner Kornél is.
Az 1893–1897 között zajló „Első magyar távizeneti verseny” (levelezési sakkverseny) egyik résztvevője, amelyen a holtversenyben az élen végző Charousek Rezső és Maróczy Géza mögött a harmadik helyen végzett.
Az 1921-ben megalakult Magyar Sakkszövetségben elnöki tanácstag tisztséget kapott.

### Versenyeredményei
1894-ben a 2–3. helyen végzett Pozsonyban, 1898-ban Charousek Rezső és Maróczy Géza mögött 3. helyezést ért el Budapesten, és ugyanebben az évben a 4–7. helyet szerzi meg Kölnben. 1899-ben Maróczy Géza mögött második Budapesten,
Az 1900-as évek első felének erős mesterei között tartják számon. 1900-ban 4–5. Münchenben, 1901-ben 4. helyen végzett Haarlemben, és 1902-ben 9–11. volt Hannoverben.
1905-ben 1. helyezést ért el Székesfehérváron, 1906-ban 6–7. Győrött, 1907-ben 7–9. Székesfehérvárott és 1911-ben 4–5. Győrött. Ebben az évben éri agyvérzés, amelynek következtében részben megbénult, és ezt követően hosszú évekig nem versenyez. 1911-ben – már betegen – 15 győzelemig tartó párosmérkőzést játszott a kor egyik legerősebb magyar sakkozójával, Chalupetzky Ferenccel, amelyen Chalupetzky 15–13 arányú győzelmet aratott.
Hosszú versenyzési szünet után 1924-ben részt vett a magyar bajnokságon, ahol a 14. helyen végzett. 1925-ben Győrbött két versenyen is játszott, az elsőn holtversenyben Chalupetzky Ferenccel az 1–2. helyen végzett, a másikon a 3. helyet szerezte meg.
Maróczy Géza gyakorló ellenfele, edzőpartnere volt. Először 1894-ben játszottak egy négyjátszmás párosmérkőzést, amelyen Maróczy 3–1 (Exner szempontjából +0=2-2) arányban győzött. 1899-ben hatjátszmás mérkőzésen Maróczy 4,5–1,5-re nyert. 1901-ben négy játszmát váltottak Székesfehérváron, és az eredmény 3–1 lett Maróczy javára.
Maróczyn kívül is több párosmérkőzést játszott kora erős sakkozóival. 1892-ben Adolf Albin román sakkmester ellen (aki később a világranglista 15. helyezettje is volt, és több megnyitási változat, például az Albin-ellencsel viseli a nevét) 4,5–4,5 arányú döntetlent ért el. 1896-ban a már akkor top20-as, később hosszú időn keresztül a világranglista 6. helyén álló Charousek Rezsőtől 6,5–3,5, 1897-ben 3,5–0,5 arányban vereséget szenvedett.
1939-ben a Sakkszövetség, mint „a Budapesti Sakkozó Társaság egyik leglelkesebb fejlesztőjét, vezetőjét és kiváló eredményeket elért tagját” ezért, valamint „több mint 50 esztendőn át a magyar sakk-kultúra felvirágoztatására végzett munkásságáért” — tiszteletbeli mesteri címmel tüntette ki.

### Játékereje
A historikus pontszámítást végző Chessmetrics oldalon két néven is szerepel. A több verseny alapján számoló Victor Exner profilban legmagasabb értékszáma 2604 volt, amit 1895. februárban ért el, ezzel akkor a világranglista 26. helyén állt. Legjobb helyezése a világranglistán a 24. volt 1900. decemberben.

## Szépirodalmi munkássága
Vegyes tartalmú dolgozatai, költeményei és fordításai az Egyetemes Filológiai Közlönyben, Tornaügy, Budapesti Sakkszemle. Magyar Nők Lapja, Urambátyám, Fővárosi Lapok, Pozsony-vidéki Lapok és Magyar Állam című lapokban jelentek meg. A Magyar Sakkvilág 1943. szeptemberi számában is jelent meg cikke.

## Főbb munkái
- Költemények (Budapest, 1882)
- Költemények (Budapest, 1884)
- Eszmék, ötletek, gondolatok (Budapest, 1886)[47]
- Egyszerűség és jó kedv (Budapest, 1888, költemények)[48]
- Szépprózai dolgozatok (1899., kiadó: Márkus Samu)[49]
- Réka gyásza (elbeszélő költemény) (1903)[50] A művet a Magyar Tudományos Akadémia 1901. évi pályázatán Nádasdy-díjjal jutalmazták.[51]
- Szerelem könyve. (költemények, Székesfejérvár, 1896)[52]
- A primadonnák harca, Győr, 1912.[53]
- A föld ura (egyfelvonásos tragédia)[54]

## Emlékezete
- 1946-ban emlékversenyt szerveztek tiszteletére.[55][56]